# آتشفشان چاتو
آتشفشان چاتو (به لاتین: Chato Volcano) یک کوه در کاستاریکا است. آتشفشان چاتو ۱٬۱۴۰ متر بالاتر از سطح دریا واقع شده‌است.